# 피크

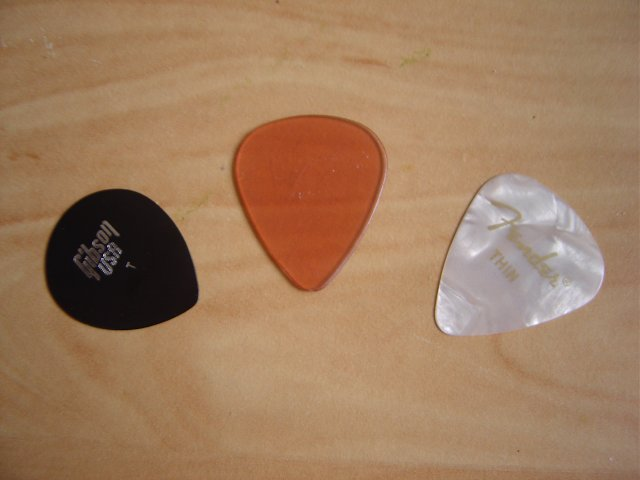
다양한 기타 피크

피크(Pick)는 기타를 치는 데 쓰는 삼각형의 작은 플라스틱 조각이다. 플렉트럼의 일종이다. 피크를 사용해 기타를 연주할 경우 손가락으로 연주할 때보다 강하고 명료한 소리를 낼 수 있다. 피크의 종류에는 물방울, 변형삼각형, 엄지손가락 착용형 등이 있다.

## 같이 보기
- 현악기